# Karen Robinson
Karen Robinson (Londra, 28 febbraio 1968) è un'attrice canadese.

## Biografia
Karen Robinson è nata a Londra, cresciuta in Giamaica e si è trasferita a Drumheller, Canada, con la famiglia durante l'adolescenza. Dopo aver studiato teatro e comunicazioni alla Mount Royal University, la Robinson ha cominciato a recitare professionalmente agli inizi degli anni novanta.
Molto attiva sulla scena teatrale del Stratford Festival, la Robinson ha recitato in numerose opere classiche e contemporanee, interpretando, tra gli altri, Clitemnestra nell'Agamennone di Eschilo, nell'Elettra di Giraudoux e ne Le mosche di Sartre nel 2006. Nel 2009 ha interpretato Prospero in un allestimento della Tempesta e, in anni più recenti, ha recitato anche in Sogno di una notte di mezza estate, Il dubbio, La casa di Bernarda Alba, Misura per misura, Il racconto d'inverno e L'importanza di chiamarsi Ernesto.
Molto attiva anche in campo televisivo, Karen Robinson è nota soprattutto per il suo ruolo di Ronnie in Schitt's Creek, mentre nel 2019 ha vinto il Canadian Screen Award alla miglior guest star in una serie drammatica per Mary Kills People.
Nel 2021 ha avuto un ruolo ricorrente come Margarita Vee nella serie TV Titans su HBOmax. 
Nel 2024 apparirà nel ruolo dell'ispettore di polizia Vivienne Holness in Law & Order Toronto: Criminal Intent.

## Filmografia parziale

### Cinema
- Poliziotto speciale (One Tough Cop), regia di Bruno Barreto (1998)
- Narc - Analisi di un delitto (Narc), regia di Joe Carnahan (2002)
- La doppia vita di Mahowny (Owning Mahowny), regia di Richard Kwietniowski (2003)
- Lars e una ragazza tutta sua (Lars and the Real Girl), regia di Craig Gillespie (2007)

### Televisione
- Piccoli brividi - serie TV, 1 episodio (1996)
- Il famoso Jett Jackson - serie TV, 1 episodio (2000)
- Soul Food - serie TV, 3 episodi (2001-2002)
- Blue Murder - serie TV, 2 episodi (2001-2002)
- Doc - serie TV, 1 episodio (2003)
- Kevin Hill - serie TV, 1 episodio (2004)
- H2O - serie TV, 2 episodio (2004)
- Nick e la renna che non sapeva volare - film TV (2004)
- Schitt's Creek - serie TV, 46 episodi (2015-2020)
- The Handmaid's Tale - serie TV, 1 episodio (2017)
- Titans - serie TV, 6 episodi (2018)
- Mary Kills People - serie TV, 1 episodio (2018)
- Nurses - Nel cuore dell'emergenza (Nurses) – serie TV, episodio 2x04 (2021)
- Echoes - miniserie televisiva, 7 episodi (2022)

## Doppiatrici italiane
Nelle versioni in italiano delle opere in cui ha recitato, Karen Robinson è stata doppiata da:
- Emanuela Baroni in Titans
- Patrizia Giangrand in Nurses - Nel cuore dell'emergenza
- Cinzia De Carolis in Echoes
- Emilia Costa in The Good Doctor
- Tiziana Avarista in Alex Cross